# Segunda División de Chile 1982
Segunda División de Chile 1982 var 1982 års säsong av den näst högsta nationella divisionen för fotboll i Chile, som vanns av Fernández Vial som således tillsammans med andraplacerade Everton, Trasandino, Unión San Felipe, Deportes Antofagasta och Santiago Wanderers gick upp i Primera División (den högsta divisionen), medan Cobresal och Unión La Calera gick till uppflyttningskval. Talagante-Ferro flyttades ner. Segunda División 1981 bestod av 22 lag där alla mötte varandra två gånger, vilket gav totalt 42 matcher per lag. Efter dessa 42 matcher gick de fem främsta lagen upp en division och lag 6 och 7 till uppflyttningskval. Utöver dessa lag gick även det lag med högst publiksnitt upp. Det sista laget flyttades ner en division.

## Tabell
Lag 1–5: Uppflyttade till Primera División.
Lag 6–7: Till uppflyttningskval.
Lag 22: Nedflyttade.
Colchagua, Cobresal och Trasandino fick en extrapoäng vardera för att ha kommit till semifinal i Copa Chile 1982 - Segunda División, medan Everton fick två extrapoäng för att ha vunnit densamma.
| Nr | Lag                  | S  | V  | O  | F  | GM | IM | MS  | P  |
| -- | -------------------- | -- | -- | -- | -- | -- | -- | --- | -- |
| 1  | Fernández Vial       | 42 | 21 | 14 | 7  | 66 | 43 | +23 | 56 |
| 2  | Everton              | 42 | 20 | 13 | 9  | 62 | 42 | +20 | 55 |
| 3  | Trasandino           | 42 | 22 | 9  | 11 | 68 | 47 | +21 | 54 |
| 4  | Unión San Felipe     | 42 | 23 | 8  | 11 | 54 | 46 | +8  | 54 |
| 5  | Deportes Antofagasta | 42 | 22 | 9  | 11 | 68 | 35 | +33 | 53 |
| 6  | Cobresal             | 42 | 19 | 14 | 9  | 72 | 41 | +31 | 53 |
| 7  | Unión La Calera      | 42 | 19 | 15 | 8  | 75 | 48 | +27 | 53 |
| 8  | San Antonio Unido    | 42 | 19 | 14 | 9  | 48 | 29 | +19 | 52 |
| 9  | San Luis de Quillota | 42 | 20 | 8  | 14 | 58 | 43 | +15 | 48 |
| 10 | Coquimbo Unido       | 42 | 15 | 15 | 12 | 51 | 43 | +8  | 45 |
| 11 | Deportes Concepción  | 42 | 15 | 13 | 14 | 52 | 47 | +5  | 43 |
| 12 | Santiago Wanderers   | 42 | 15 | 12 | 15 | 49 | 53 | −4  | 42 |
| 13 | Lota Schwager        | 42 | 13 | 15 | 14 | 48 | 61 | −13 | 41 |
| 14 | Ñublense             | 42 | 9  | 20 | 13 | 40 | 46 | −6  | 38 |
| 15 | Green Cross          | 42 | 12 | 12 | 18 | 59 | 73 | −14 | 36 |
| 16 | Colchagua            | 42 | 11 | 10 | 21 | 51 | 70 | −19 | 33 |
| 17 | Deportes Ovalle      | 42 | 13 | 7  | 22 | 29 | 48 | −19 | 33 |
| 18 | Deportes Linares     | 42 | 9  | 13 | 20 | 49 | 65 | −16 | 31 |
| 19 | Iberia               | 42 | 6  | 17 | 19 | 42 | 69 | −27 | 29 |
| 20 | Huachipato           | 42 | 7  | 14 | 21 | 36 | 66 | −30 | 28 |
| 21 | Malleco Unido        | 42 | 8  | 10 | 24 | 32 | 63 | −31 | 26 |
| 22 | Talagante-Ferro      | 42 | 11 | 4  | 27 | 53 | 84 | −31 | 26 |

## Uppflyttningskval
Lag 1–2: Uppflyttade till Primera División.
| Nr | Lag             | S | V | O | F | GM | IM | MS | P |
| -- | --------------- | - | - | - | - | -- | -- | -- | - |
| 1  | Unión Española  | 3 | 2 | 1 | 0 | 6  | 3  | +3 | 5 |
| 2  | Palestino       | 3 | 2 | 0 | 1 | 7  | 5  | +2 | 4 |
| 3  | Unión La Calera | 3 | 1 | 0 | 2 | 3  | 6  | −3 | 2 |
| 4  | Cobresal        | 3 | 0 | 1 | 2 | 1  | 3  | −2 | 1 |